# 齊亞村 (新墨西哥州)
齊亞村（英語：Zia Pueblo）是位於美國新墨西哥州桑多瓦爾縣的普查規定居民點。

## 人口
根據2020年美國人口普查的數據，齊亞村的面積為70.12平方千米，當中陸地面積為70.01平方千米，而水域面積為0.11平方千米。當地共有人口760人，而人口密度為每平方千米10.84人。